# Iasne, Hoșcea
Iasne (în ucraineană Ясне) este un sat în comuna Poseahva din raionul Hoșcea, regiunea Rivne, Ucraina.

## Demografie
Componența lingvistică a localității Iasne
     Ucraineană (99,25%)
     Alte limbi (0,75%)
Conform recensământului din 2001, majoritatea populației localității Iasne era vorbitoare de ucraineană (99,25%), existând în minoritate și vorbitori de alte limbi.